# Daniele Chiffi
Daniele Chiffi (Padua, 14 december 1984) is een Italiaans voetbalscheidsrechter. Hij is in dienst van FIFA en UEFA sinds 2022. Ook leidt hij sinds 2014 wedstrijden in de Serie A.
Op 11 mei 2014 leidde Chiffi zijn eerste wedstrijd in de Italiaanse nationale competitie. Tijdens het duel tussen Sampdoria en Napoli (2–5) trok de leidsman eenmaal de gele kaart, voor Shkodran Mustafi van de thuisploeg. In Europees verband debuteerde hij op 14 juli 2022 tijdens een wedstrijd tussen Akademija Pandev en Lechia Gdańsk in de eerste voorronde van de UEFA Europa Conference League; het eindigde in 1–2 en Chiffi gaf drie spelers geel. Zijn eerste interland floot hij op 20 november 2022, toen Hongarije met 2–1 won van Griekenland door doelpunten van Roland Sallai en Zsolt Kalmár en een tegentreffer van Anastasios Bakasetas. Tijdens deze wedstrijd deelde Chiffi aan twee Hongaren een gele kaart uit.

## Interlands
| Datum            | Plaats               | Wedstrijd               | Uitslag | Competitie        | Kreeg geel | Kreeg voor de tweede keer geel en dus rood | Weggestuurd |
| ---------------- | -------------------- | ----------------------- | ------- | ----------------- | ---------- | ------------------------------------------ | ----------- |
| 20 november 2022 | Boedapest, Hongarije | Hongarije – Griekenland | 2 – 1   | Vriendschappelijk | 2          | 0                                          | 0           |
| 26 maart 2024    | Wenen, Oostenrijk    | Oostenrijk – Turkije    | 6 – 1   | Vriendschappelijk | 4          | 0                                          | 0           |
| 11 oktober 2024  | Samsun, Turkije      | Turkije – Montenegro    | 1 – 0   | Vriendschappelijk | 5          | 0                                          | 0           |

Laatst bijgewerkt op 17 oktober 2024.